# Dmitrij Dimitriadi
Dmitrij Iwanowicz Dimitriadi (Gonczarow), ros. Дмитрий Иванович Димитриади (Гончаров), gr. Δημήτρης Δημητριάδης (ur. w 1949, Gruzińska SRR, ZSRR, zm. w 2002) – radziecki piłkarz pochodzenia greckiego, grający na pozycji napastnika lub pomocnika.

## Kariera piłkarska
Wychowanek klubu Dinamo Batumi. W 1966 roku rozpoczął karierę piłkarską w Eksperymentalnej Szkole Buriewiestnik Moskwa. Latem 1969 został zaproszony do pierwszoligowego Lokomotiwu Moskwa. W latach 1973–1974 służył w wojsku, broniąc barw klubów Iskry Smoleńsk i SKA Chabarowsk. W 1975 roku po zwolnieniu z wojska został piłkarzem Szynnika Jarosławl. Następnie zmienił nazwisko na nazwisko żony i był notowany w protokołach jako Gonczarow. W 1978 zakończył karierę piłkarską w Spartaku Nalczyk.

## Sukcesy i odznaczenia

### Sukcesy klubowe w piłce nożnej
- wicemistrz Pierwszej Ligi ZSRR: 1971